# Kubasonics
Kubasonics — українсько-канадський спід-фольк гурт із Сент-Джонса, Ньюфаундленд. Родом з Едмонтону, Альберта, The Kubasonics відзначені українською канадською громадою за відтворення традиційних українських мелодій з родзинками. Жартівливі чи несподівані зміни до освячених часом пісень створюють звучання, яке часто описують як «фольк-ф'южн». Щоб створити своє унікальне звучання, Kubasonics об’єднують традиційні українські інструменти, такі як цимбали, дримба та колісна ліра, у контекст західного рок-гурту. 

## Історія

### Формування і Альберта
Прем’єрний виступ Kubasonics відбувся на фестивалі Едмонтонський гопак в парку в червні 1996 року. Провідний учасник Браян Червік познайомився з багатьма своїми майбутніми колегами по гурту, коли навчався в Університеті Альберти, здобуваючи ступінь доктора філософії («Польки в преріях: українська музика та побудова ідентичності») у Центрі україноканадських студій.
Членами-засновниками Kubasonics були Браян, брат Браяна - Пол Червік (ударні), покійна дружина Браяна - Бет Червік (скрипка), Джей Лінд (гітара) і Білл Ясі (бас). Браян, Пол, Джей і Білл взяли участь у створенні альбому гурту 2005 року під назвою «Big Beet Music». Крім того, над «Big Beet Music» працювали Том Беннет (ударні), Род Олстад (вокал і скрипка), Тарас Закордонський (бас) і Марія Червік (скрипка). Лише Браян Червік, Пол Червік, Марія Червік, Білл Ясі та Тарас Закордонський мають українське походження.
Особисто учасники гурту мали широкий спектр музичних впливів. Зокрема, D-Drifters 5, відомі своєю традиційною українською полькою, надихнули Браяна, який почав грати на фортепіано в дитинстві, а в університеті – на ударних. Kubasonics зіграли переспіви деяких пісень D-Drifters 5. З роками вони додали більше творів Браяна та сучасних творів до народної музики у своєму репертуарі. Трек «Giants of the Prairies» з однойменного альбому є прикладом однієї з їхніх дурніших пісень. Вони співають про такі визначні пам’ятки, як Вегревіль, величезне пасхальне яйце Альберти, Глендон, гігантський вареник Альберти, і Вільна, величезний гриб Альберти. Цей трек навіть крутили в програмі CBC про гігантські пам'ятки.  «Giants of the Prairies» була не єдиною піснею Kubasonics, яку звучало на національному телебаченні. Ще одна пісня з «Велетнів прерій», «Біллі Мосієнко», прозвучала на вечорі хокею в Канаді в честь 50-ї річниці 21-секундного хет-трику Мосієнка. Незважаючи на деякі дурні пісні, Kubasonics зберігають у своїх альбомах відчуття традиційності. Такі пісні, як «Early Bird Of Spring» з їхнього альбому « Giants of the Prairies » подобаються деяким із їхніх більш консервативних слухачів. 
Популярність Kubasonics не обмежується канадською музичною спільнотою. Влітку 2008 року гурт виступав у великих містах України, зокрема Львові та Києві. Гурт також виступав на Канадському національному українському фестивалі 2008 року. Для CNUF, який проходить у Дофіні, Манітоба, Kubasonics є доречними виконавцями, оскільки одна з цілей фестивалю – представити унікальну українську культуру Канади.  Гурт виступав на щорічному Українському фестивалі в Торонто (проходить на вулиці Блур).  На відміну від виступу перед тисячами відвідувачів фестивалю на щорічному Українському фестивалі в Торонто, ще одним із пам’ятних виступів гурту став їхній менш масштабний концерт до 10-ї річниці.
Влітку 2011 року Kubasonics організували концерт з нагоди 15-ї річниці в Queen Alex Hall в Едмонтоні. Це ознаменувало 15-ту річницю історії гурту та останній офіційний концерт Kubasonics «на деякий час», перш ніж Браян Червік переїхав до Сент-Джонс Ньюфаундленд.

### Переїзд в Ньюфаундленд і "Кубфанленд"
У 2011 році лідер гурту Браян Червік переїхав до Сент-Джонса, штат Ньюфаундленд, де став учасником місцевої музичної спільноти. У вересні 2015 року Браян сформував нову ітерацію The Kubasonics, до складу якої увійшли колишній учасник, Марія Червік на скрипці, колишній запрошений музикант, Джейкоб Червік на барабанах, Даррен «Бубі» Браун на гітарі, Метт Хендер на басі та Пол Бенджа на кларнеті та саксофоні .
У березні 2017 року The Kubasonics було обрано для подорожі до Порт-оф-Спейн, Тринідад і Тобаго, у рамках телевізійної програми Club One New Releases, представленої Bell Media та FLOW TV. 
У квітні 2017 року The Kubasonics випустили свій п’ятий альбом під назвою «Kubfunland». Це був перший альбом Kubasonics, який звучить повністю українською мовою.  Потім гурт продовжив тур на підтримку альбому протягом літа 2017 року, включаючи зупинки в Оттаві, Монреалі, Торонто, Україні, Румунії, Словаччині та Польщі. 

## Члени
Нинішніми членами Kubasonics є: 
- Браян Червік (Черевик) — акордеон, цимбали, дуда, джоломіґа, сопілки, фрілка, трембіта, дримба, колісна ліра, спів
- Марія Червік — скрипка, спів
- Джейкоб Червік — ударні, спів
- Даррен Браун — електрогітара
- Метт Гендер — бас-гітара, спів

Серед колишніх членів групи: 
- Бет Червік — скрипка
- Пол Червік — ударні
- Білл Ясі — бас-гітара
- Джей Лінд — електрогітара
- Тарас Закордонський — бас-гітара
- Том Беннет — ударні
- Павло Бендзса

## Дискографія
- Miaso (1999)
- Giants of the Prairies (2002)
- Big Beet Music (2005)
- IV Play (2010)
- Kubfunland (2017)
- Winter Carols (2018)

## Зовнішні посилання
- Miaso (1999)
- Гіганти прерій (2002)
- Big Beet Music (2005)
- Kubfunland (2017)